# Firma „Ja i Ty”
Firma „Ja i Ty” – ósmy album polskiej piosenkarki Krystyny Prońko, na który składają się piosenki wykonywane przez artystkę wspólnie z innymi wokalistkami i wokalistami.
Wszystkie nagrania pochodzą z archiwum Polskiego Radia w Warszawie, realizowane były w latach 1976–1987.
Winylowy LP wydany został przez Polskie Nagrania „Muza” w 1990 i otrzymał kolejny numer katalogowy SX 2774.

## Muzycy
- Krystyna Prońko
- Janusz Panasewicz
- Majka Jeżowska
- Piotr Schultz
- Halina Frąckowiak
- Andrzej Zaucha
- Teresa Haremza
- Leonard Kaczanowski
- Zbigniew Wodecki

oraz zespoły instrumentalne m.in.:
- Antoniego Kopffa („Czekamy na wyrok”, „Studnia bez dna”)
- Władysława Sendeckiego  („Tam, gdzie lekki wieje wiatr”)
- Marka Stefankiewicza („Pojedziemy na wagary”)

## Lista utworów
Strona A
| 1. | „Firma „Ja i Ty”” Janusz Panasewicz (muz. Ryszard Szeremeta, sł. Andrzej Mogielnicki)              |  |
|    | |  |
| 2. | „Czekamy na wyrok” Majka Jeżowska, Piotr Schultz (muz. Antoni Kopff, sł. Jonasz Kofta)             |  |
|    | |  |
| 3. | „Tam, gdzie lekki wieje wiatr” Halina Frąckowiak (muz. Wojciech Trzciński, sł. Krzysztof Bukowski) |  |
|    | |  |
| 4. | „Pojedziemy na wagary” Andrzej Zaucha (muz. Marek Stefankiewicz, sł. Krystyna Celichowska)         |  |
|    | |  |
| 5. | „Nie kochał nas” Majka Jeżowska (muz. Tom Log, sł. Ewa Żylińska)                                   |  |
|    | |  |
Strona B
| 1. | „Psalm o gwieździe” Teresa Haremza (muz. Wojciech Trzciński, sł. Ernest Bryll)                     |  |
|    | |  |
| 2. | „Studnia bez dna” Majka Jeżowska, Piotr Schultz (muz. Antoni Kopff, M. Jeżowska, sł. Jonasz Kofta) |  |
|    | |  |
| 3. | „W cieniu dobrego drzewa” Leonard Kaczanowski (muz. Wojciech Trzciński, sł. Marek Dutkiewicz)      |  |
|    | |  |
| 4. | „Wspomnienia tych dni” Zbigniew Wodecki (muz. Z. Wodecki, sł. Janusz Terakowski)                   |  |
|    | |  |

## Informacje uzupełniające
- Projekt graficzny okładki – Kazimierz Piotr Pelczar
- Partie wokalne Krystyny Prońko i Janusza Panasewicza w tytułowym utworze albumu Firma „Ja i Ty” były rejestrowane podczas dwu różnych sesji (każda w innym czasie) – artyści nie spotkali się razem w studiu.